# 劉得 (建文進士)
劉得（？—？），福建建宁府建安县人，明朝政治人物、進士出身。

## 生平
建文元年（1399年）己卯科福建鄉試中舉。建文二年，登庚辰科會試中進士，授监察御史。